# Arthès
Arthès é uma comuna francesa na região administrativa da Occitânia, no departamento de Tarn. Estende-se por uma área de 10.01 km², e possui 2.488 habitantes, segundo o censo de 2018, com uma densidade de 250 hab/km².